# Anatomia unei crime
Anatomia unei crime (în engleză Anatomy of a Murder) este un film de crimă regizat de Otto Preminger după un scenariu de Wendell Mayes. A fost produs în Statele Unite ale Americii de studiourile Columbia Pictures și a avut premiera la 1 iulie 1959, fiind distribuit de Columbia Pictures. Coloana sonoră este compusă de Duke Ellington. Cheltuielile de producție s-au ridicat la 2.000.000 $. Filmul a avut încasări de 8.000.000 $.
James Stewart a fost nominalizat la Premiul Oscar pentru cel mai bun actor pentru rolul din acest film.

## Rezumat
Într-o mică localitate din Peninsula Superioară din Michigan (Upper Peninsula of Michigan), înaintea unui proces de crimă, Laura Manion, soția acuzatului, îi cere avocatului Paul Biegler să-i apere soțul, pe locotenentul Frederick Manion care a luptat în războiul coreean. După dezamăgirea pentru pierderea recentă a funcției de procuror, Paul Biegler urmărește doar cauze mici, dedicându-și cea mai mare parte a timpului pescuitului.
Laura, care iubește distracția și provocarea, susține că a fost violată de managerul unui bar, ulterior confruntat și împușcat în fața clienților de către soțul ei. Avocatul, împins să accepte cazul de către un prieten, un fost judecător de succes, Parnell McCarthy, acum alcoolic, după ce l-a interogat pe acuzat este de acord să fie avocatul apărării, considerând că singura strategie posibilă trebuie să se refere la condițiile sale mentale în momentul crimei. El efectuează investigații și cercetări juridice pentru pregătirea procesului cu ajutorul credincioasei sale secretare și al prietenului său fost judecător, care găsește astfel posibilitatea de a scăpa de alcoolism, în timp ce procurorul local este asistat de un procuror public care a sosit special de la oraș.
În sala de judecată, într-o dezbatere aprinsă și între mărturii uneori reticente, și în raport cu unele detalii considerate sângeroase de o America care este încă puritană, infracțiunea este analizată sub multe aspecte, evidențiind și aprofundând faptele și implicațiile psihologice ale diferitelor personaje. În cele din urmă, juriul, în urma mărturiei psihiatrului consultant al armatei, este convins de teza potrivit căreia acuzatul a acționat în urma unui „impuls irezistibil”, și, prin urmare, într-o stare de boală mintală care îl face nevinovat.

## Distribuție
Rolurile principale au fost interpretate de actorii:
- James Stewart - avocat Paul Biegler, fost procuror
- Lee Remick - Laura Manion
- Ben Gazzara - Lt. Frederick Manion, acuzat
- Arthur O'Connell - Parnell McCarthy
- Eve Arden - Maida Rutledge
- Kathryn Grant - Mary Pilant
- George C. Scott - Claude Dancer
- Orson Bean - Dr. Matthew Smith
- Russ Brown - George Lemon
- Murray Hamilton - Alphonse Paquette
- Brooks West - Mitch Lodwick
- Ken Lynch - sergent James Durgo
- John Qualen - ajutor de șerif Sulo
- Howard McNear - Dr. Dompierre
- Alexander Campbell - Dr. Gregory Harcourt
- Ned Wever - Dr. Raschid
- Jimmy Conlin - Madigan
- Royal Beal - șerif Battisfore
- Joseph Kearns - Mr. Burke, fotograf la locul crimei
- Don Ross - Duke Miller
- Lloyd Le Vasseur - Court clerk
- James Waters - sergent al armatei
- Joseph N. Welch - judecător Weaver
- Duke Ellington - "Pie-Eye" (nemenționat)
- Irv Kupcinet - Distinguished gentleman (nemenționat)